# 11166 Anatolefrance
11166 Anatolefrance (1998 DF34) là một tiểu hành tinh vành đai chính được phát hiện ngày 27 tháng 2 năm 1998 bởi E.W. Elst ở Đài thiên văn Nam Âu.